# 八一桥街道
八一桥街道，是中华人民共和国江西省南昌市东湖区已经撤销的一个街道办事处。

## 历史沿革
1949年成立积谷仓街行政事务所，1951年改积谷仓街公所，1953年分为大士院、半步街居委会，1954年并为大士院街道，1960年更名八一桥公社，1979年改称八一桥街道。
1997年时辖区面积0.43平方千米，人口3.6万，辖大士院住宅小区一区一，二区一、二、三、四，三区一、二、三、四，四区一、二、三、四，阳明路西，中山堂，中山堂侧，豫章后街、芭茅巷一、二、裘家厂一巷、三巷、东万宜巷、西濠街等23个居委会，办事处驻半步街72号。
2012年西濠街社区改名为叠山路西社区。
2022年，南昌市将八一桥街道撤销，原区域以胜利路为界，左边为滕王阁街道，右边为百花洲街道

## 行政区划
八一桥街道下辖以下地区：
大士院西区社区、大士院北区社区、大士院南区社区、豫章后街社区、芭茅巷社区、裘家厂社区和西濠街社区。

## 人口
2000年第五次全国人口普查八一桥街道总人口33078人，户籍人口32435人，居住在本地的户籍人口20437人。
2010年第六次全国人口普查八一桥街道常住人口34940人。